# Серобородник
Се́роборо́дник, или Сподиопогон (лат. Spodiopógon; от др.-греч. σπόδιος, spodios — серый и πώγων, pogon — борода) — род травянистых растений семейства Злаки (Poaceae), распространённый преимущественно в тропиках и субтропиках Южной и Восточной Азии.

## Ботаническое описание
Многолетние травянистые растения, 50—150 см высотой. Стебли прямостоячие, выполненные. Листья ланцетно-линейные, плоские, (8) 10—15 (20) мм шириной; влагалища голые и гладкие, расщепленные до основания; язычки перепончатые.
Соцветие метельчатое, сжатое, с членистыми веточками. Колоски парные, один сидячий, другой на ножке, 2-цветковые, с нижним тычиночным и верхним обоеполым цветком. Колосковых чешуй 3, нижние тонко-кожистые, волосистые, верхняя плёнчатая, прикрывающая тычиночный цветок. Цветковые чешуи плёнчатые; нижняя глубоко 2-лопастная, с остью, длиннее верхней. Тычинок 3. Рыльца длинные, линейные. Хромосомы мелкие; x=10.

## Виды
Род включает 15 видов:
- Spodiopogon aristatus R.J.Desai & Raole
- Spodiopogon bambusoides (Keng f.) S.M.Phillips & S.L.Chen — Серобородник бамбуковидный[3]
- Spodiopogon cotulifer (Thunb.) Hack.
- Spodiopogon depauperatus Hack.
- Spodiopogon dubius Hack. — Серобородник сомнительный[3]
- Spodiopogon duclouxii A.Camus — Серобородник Дюкло[3]
- Spodiopogon formosanus Rendle — Серобородник формозский[3]
- Spodiopogon jainii V.J.Nair, A.N.Singh & N.C.Nair
- Spodiopogon lacei Hole
- Spodiopogon pogonanthus (Boiss. & Balansa) Boiss.
- Spodiopogon rhizophorus (Steud.) Pilg.
- Spodiopogon sagittifolius Rendle — Серобородник стрелолистный[3]
- Spodiopogon sibiricus Trin. typus[1] — Серобородник сибирский
- Spodiopogon tainanensis Hayata
- Spodiopogon yuexiensis S.L.Zhong